# La Torre (Bigues)

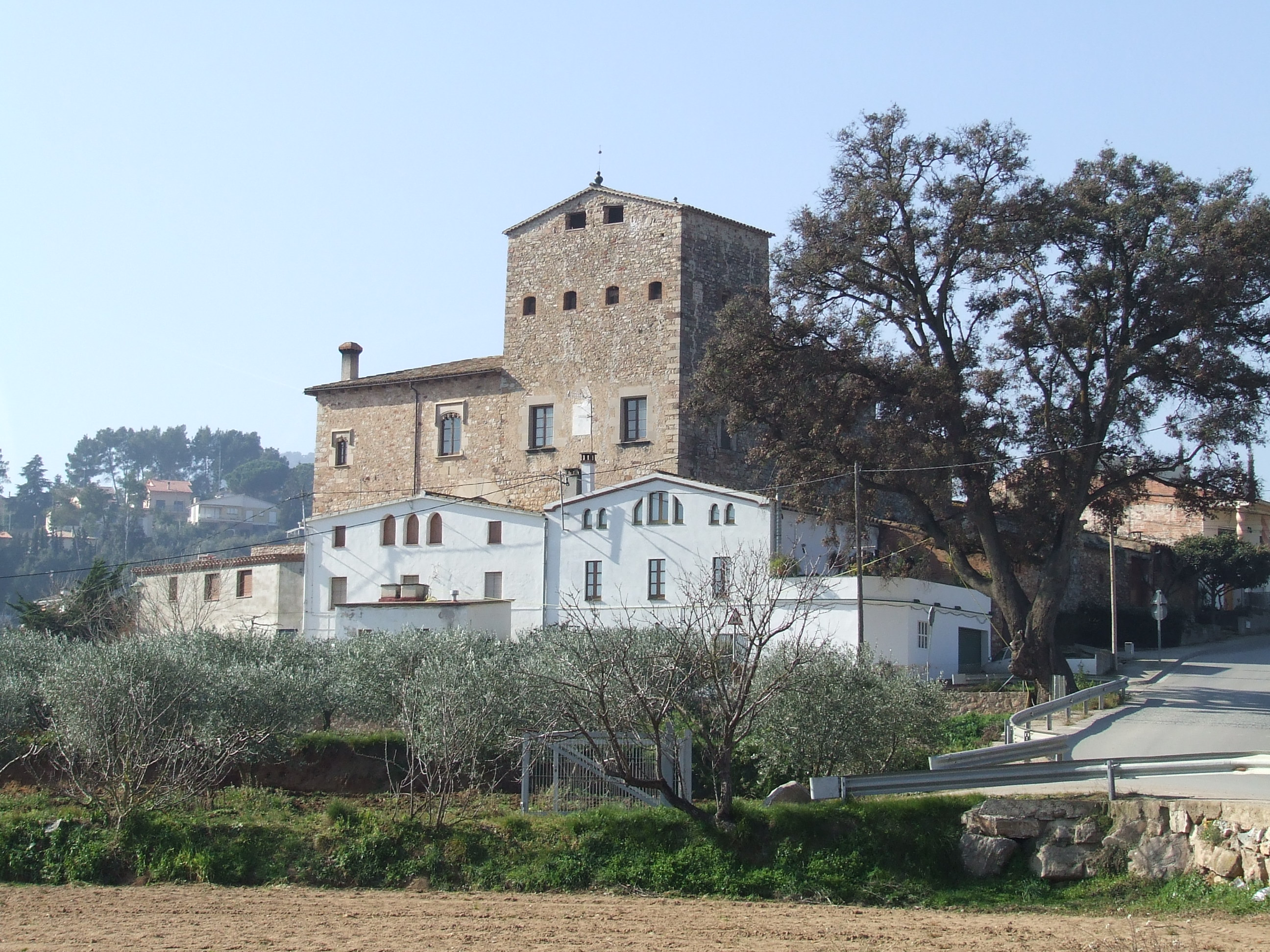
La Torre, amb el petit veïnat encastat a la base de la masia

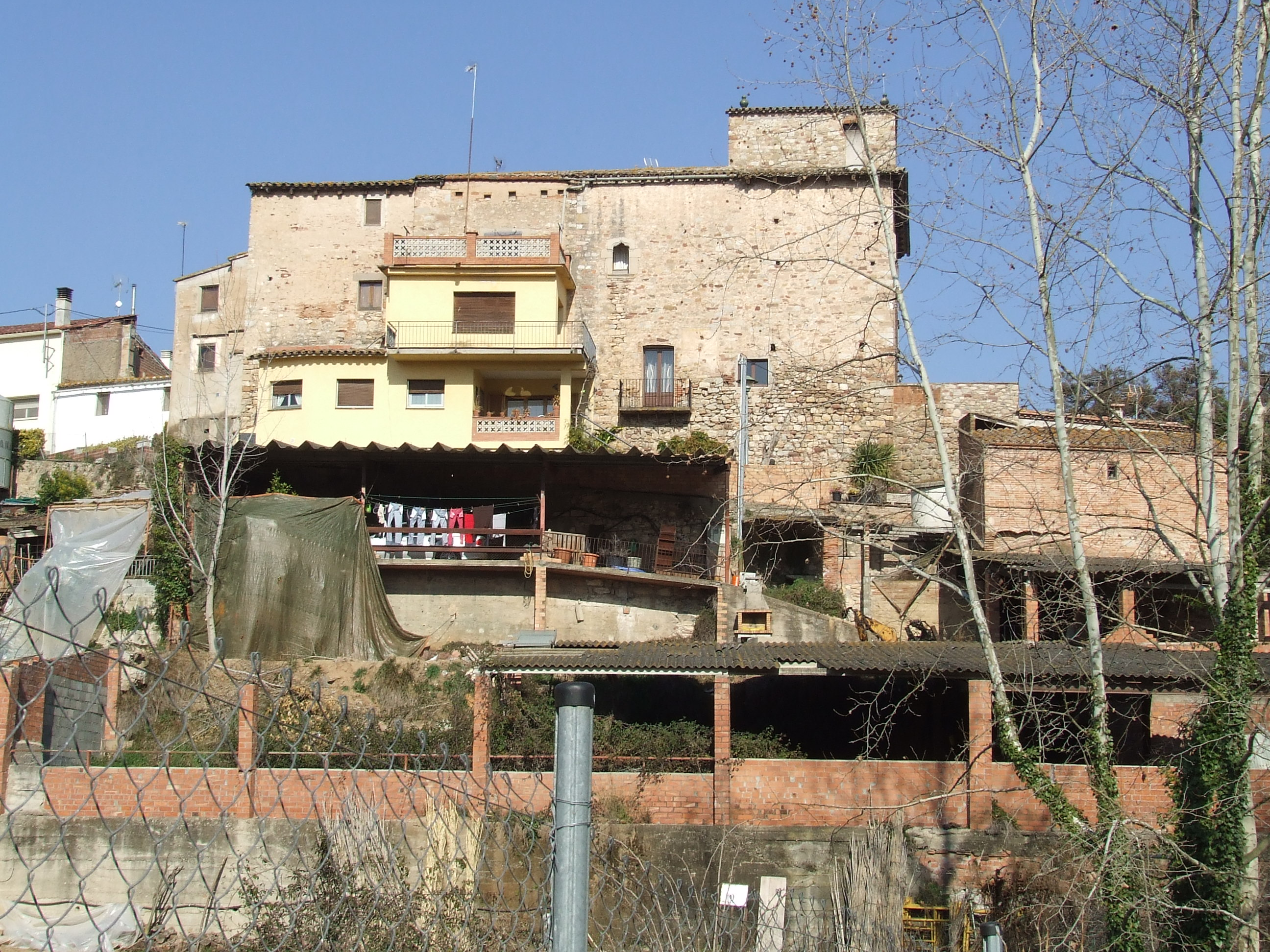
Costat meridional de la Torre, on es pot veure el mur medieval

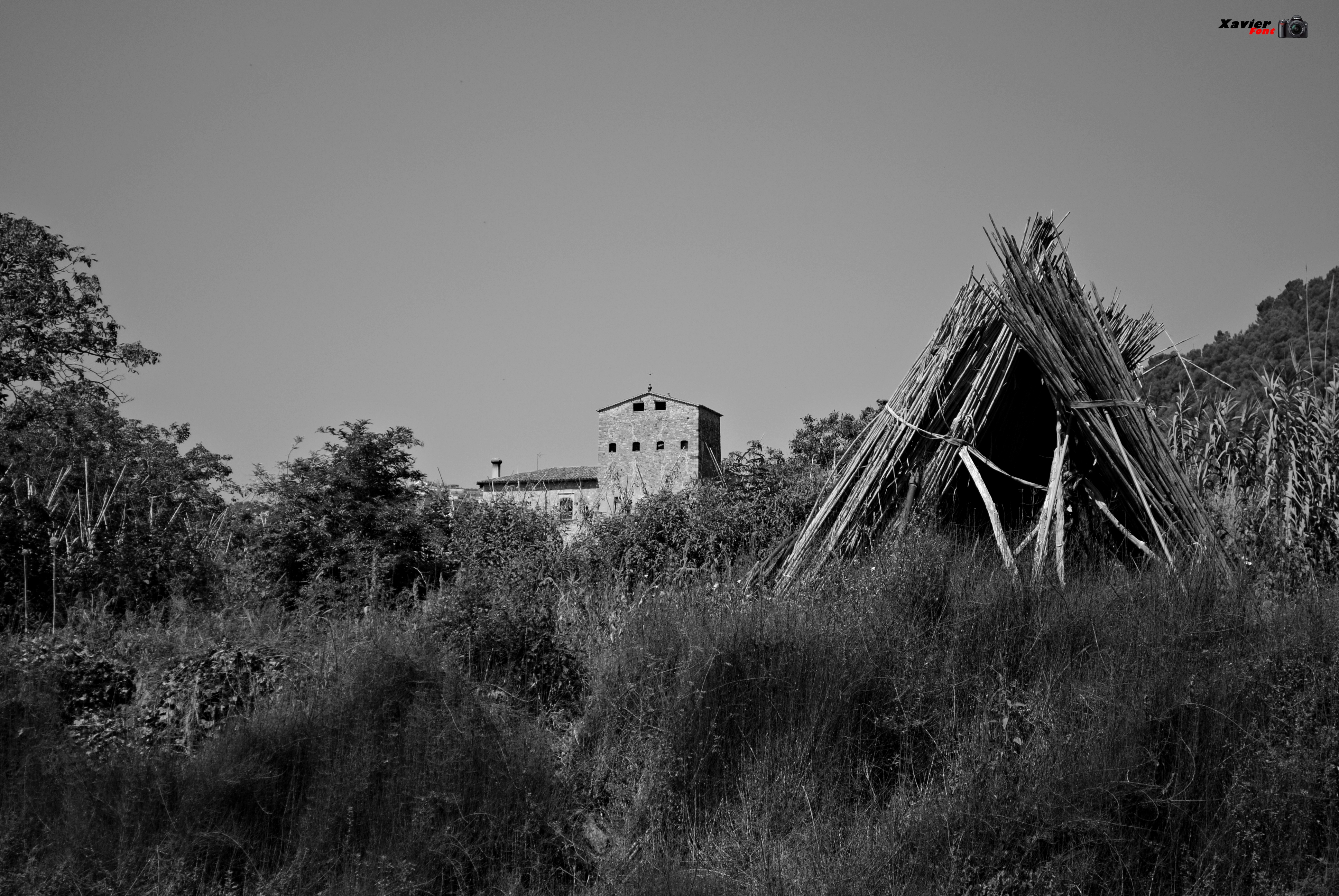
La Torre vista des del riu Tenes

La Torre és una de les masies històriques del poble de Bigues, en el terme municipal de Bigues i Riells, a la comarca catalana del Vallès Oriental.
Està situada a ponent del Rieral de Bigues, en el carrer del Camí de la Torre.
La Torre està catalogada com a Element d'interès municipal per l'ajuntament de Bigues i Riells.
Està formada per un cos central quadrat dins del qual destaca la torre de guaita i de defensa que dona nom a la masia, l'edifici principal d'aquesta masia, i un conjunt de vuit cases arrapades al cos central, que formen el petit veïnat de la Torre.